# Палац Новинських
Палац Новинських — історичний маєток панів Новицьких у Хмельницька область, Хмельницький район, Деражнянська міська громада, с. Слобідка-Шелехівська.

## Історія
Дворянин Михайло Олександрович Новицький будує у селі маєток-замок з трьома кутовими вежами в парку в 1911 р. за іншими данними 1896 р. Він також володів у селі 314 десятинами землі, ставком та ґуральнею. В 1920 році Новицький із синами виїхав за кордон, а маєток націоналізували.
В радянські часи тут були будівельна контора, дитячий санаторій до 1989 р. та медичний заклад.
За непервіреними свідченнями місцевого доглядча музею Ахматової, що знаходиться у цьому ж селі, маєток придбав київський дипломат. Станом на 2021 рік реставраційні роботи не почалися, проте територія навколо розчищена від заростів.

## Опис
Двоповерховий, із чотирма зубчастими вежами по кутах.

## Галерея

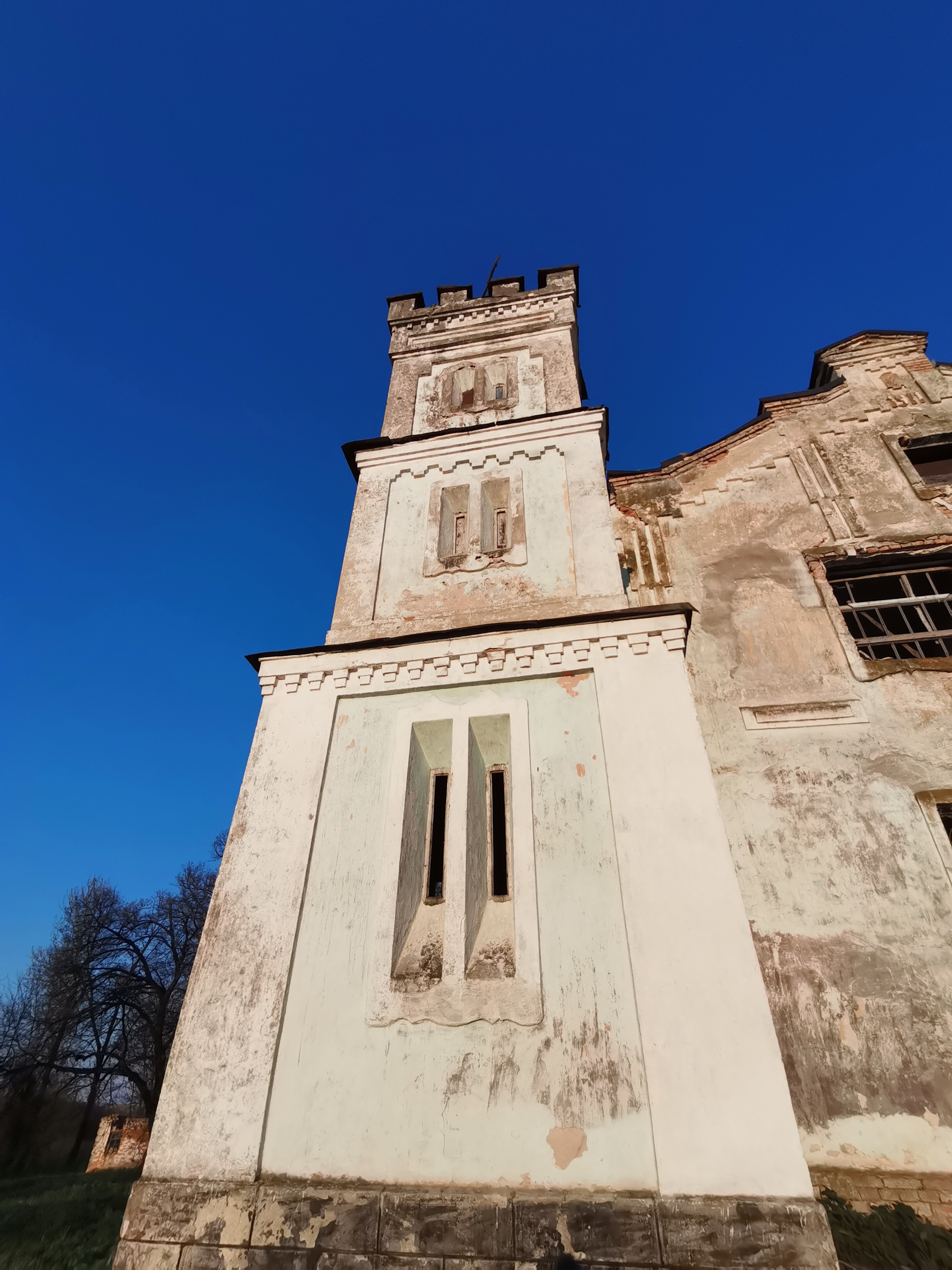
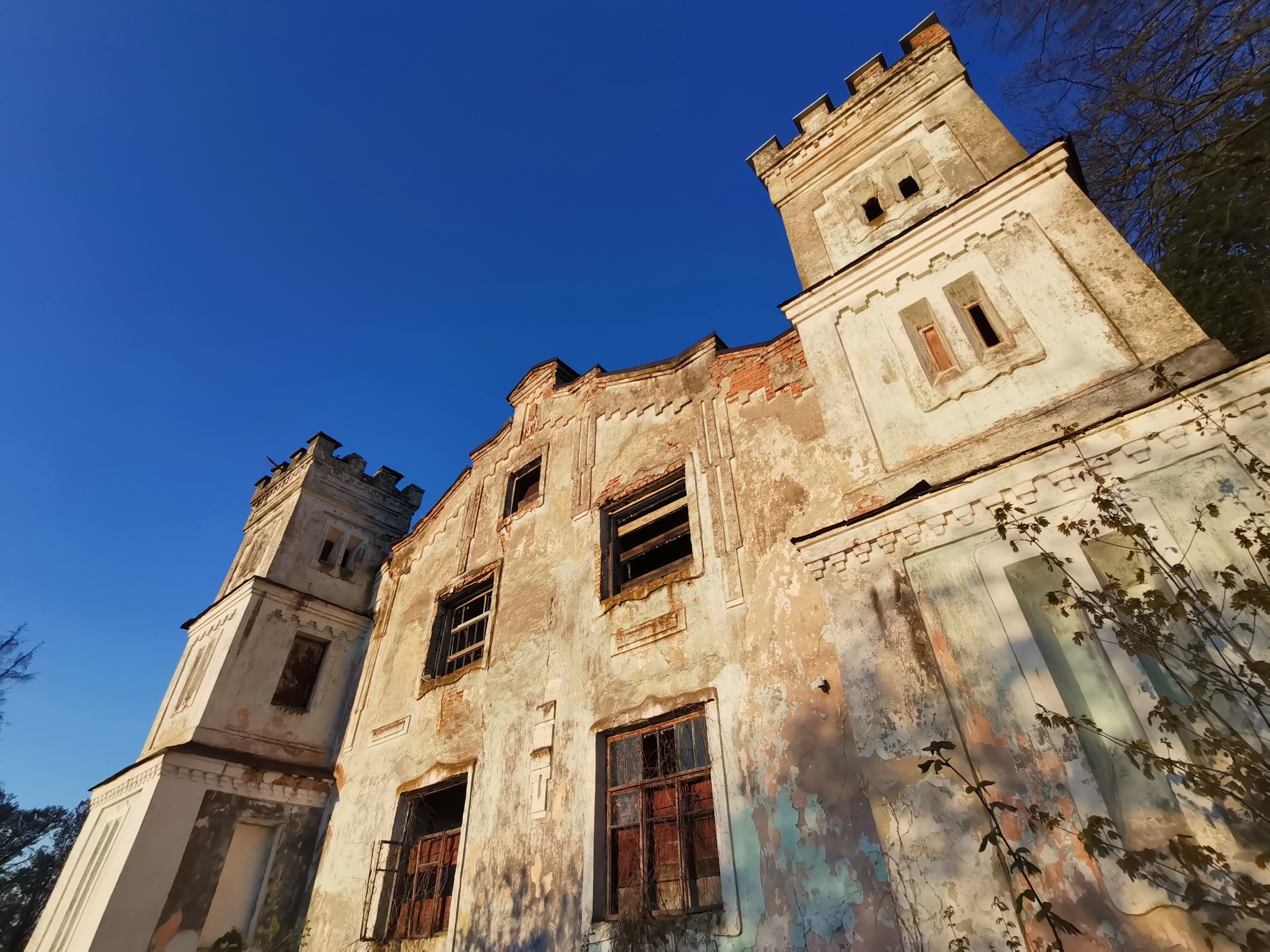
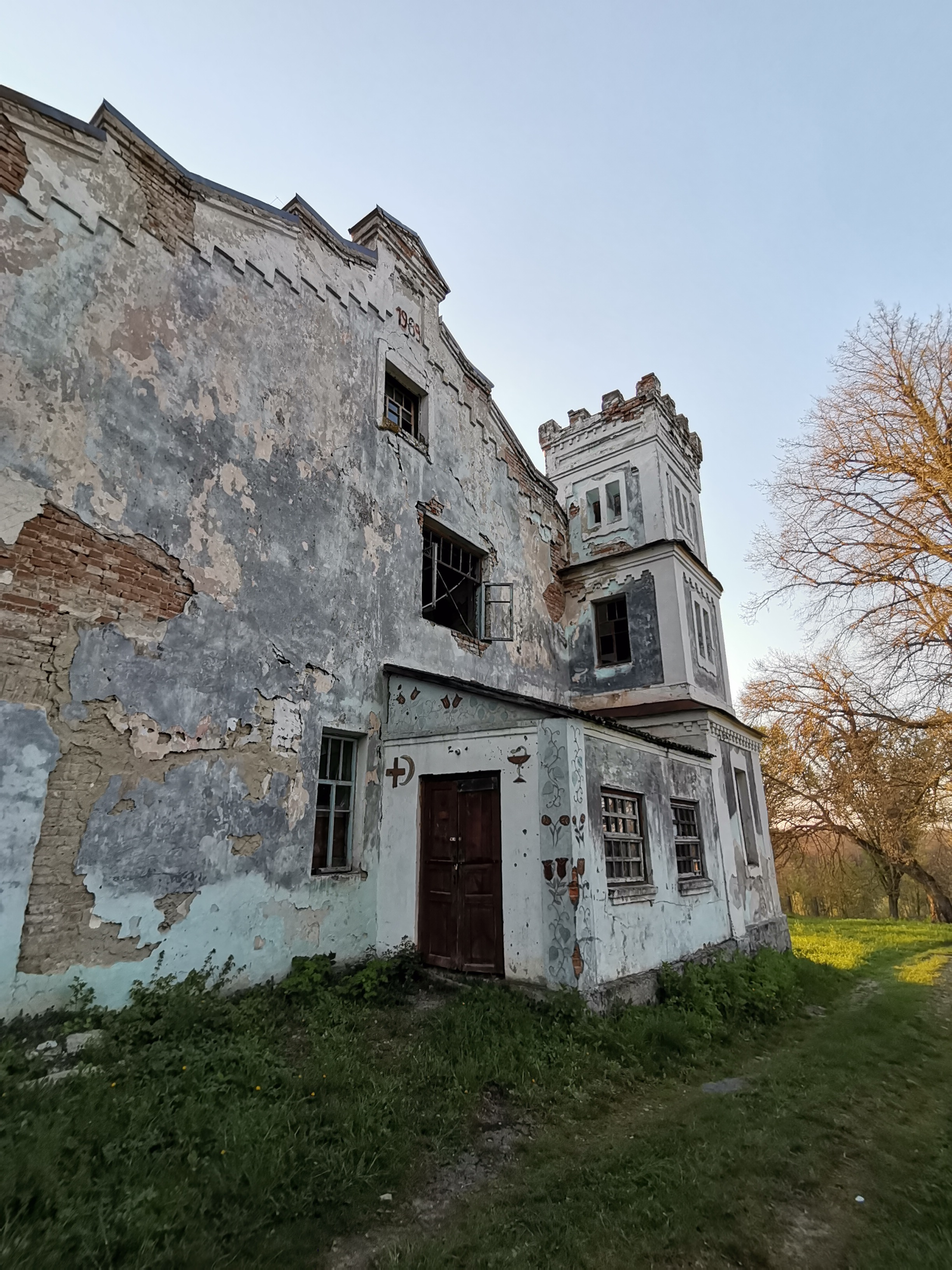
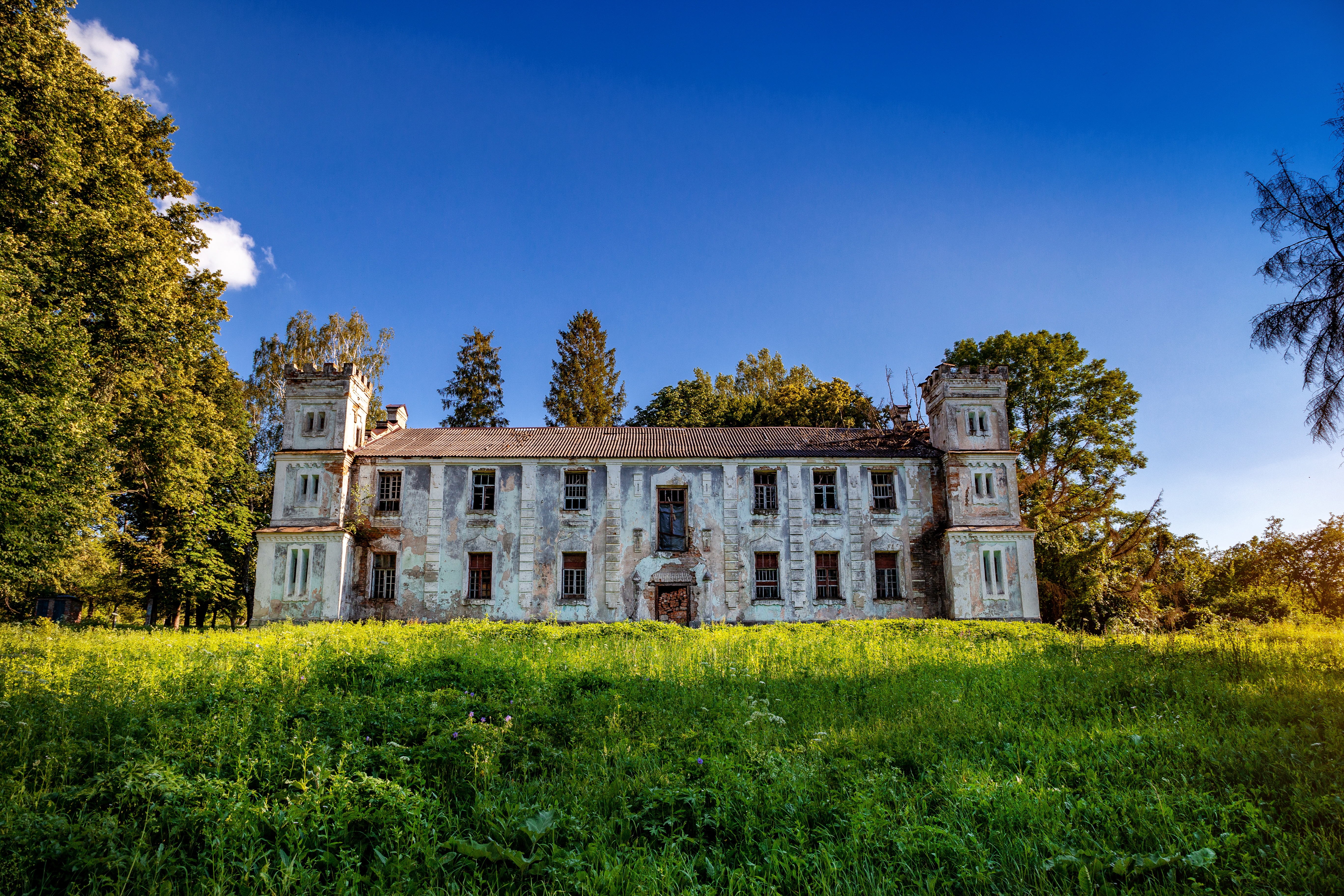